# Boulonnais (Provinz)
Das Boulonnais ist eine Küstenregion im Norden Frankreichs, rund um Calais und Boulogne-sur-Mer.

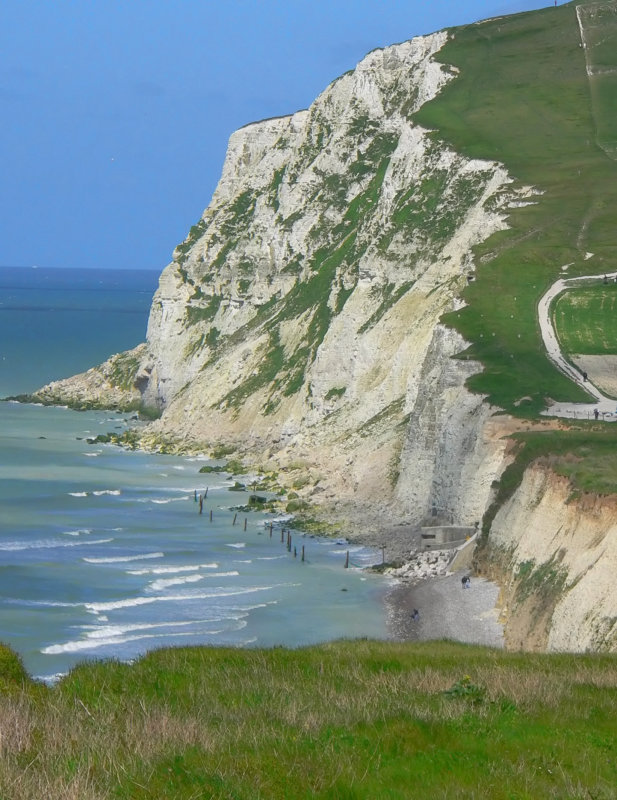
Cap Blanc-Nez nahe Calais

Es ist geologisch das östliche Ende der Weald-Artois-Antiklinale.

## Verwaltung
Das Pays Boulonnais ist in 3 Gemeindeverbände unterteilt: die Communauté d’agglomération du Boulonnais, die Communauté de communes de la Terre des Deux Caps und die Communauté de communes de Desvres-Samer.